# Laurethsulfát sodný
Laurethsulfát sodný (též laurylethersulfát sodný, SLES) je tenzid používaný v mnoha výrobcích pro osobní hygienu (mýdlech, šamponech, zubních pastách apod.). Je to levné a velmi účinné pěnidlo. Vyrábí se neutralizací kyselin laurylpoly(oxethyl)sírových, připravených z β-(ω-lauryloxy-poly(oxyethan-1,2-diyl))ethanolů a olea nebo kyseliny chlorosulfonové působením hydroxidu nebo uhličitanu sodného.
Chemický vzorec je CH3(CH2)10CH2(OCH2CH2)nOSO3Na. Někdy se v názvu uvádí číslo reprezentující „n“, například laureth-2-sulfát. Komerční produkt je heterogenní, jak v délce alkylového řetězce (modus počtu atomů uhlíku je 12), tak v počtu ethoxylových skupin, kde n je průměr. U komerčních výrobků je obvykle n=3. SLES lze odvozovat ethoxylací dodekanolu používaného k výrobě dodecylsulfátu sodného (SDS).
Běžně používanými alternativami ve spotřebitelských výrobcích jsou laurylsulfát sodný (též známý jako dodecylsulfát sodný nebo SLS) a laurylsulfát amonný (ALS).

## Zdravotní dopady
Ukázalo se, že laurethsulfát sodný zvyšuje výskyt aft u lidí, kteří jimi pravidelně trpí. U těchto lidí se doporučuje vyhýbat se použití zubních past obsahujících laurethsulfát sodný.

### Nádory
CTFA a American Cancer Society tvrdí, že častý názor, že SLES je karcinogenní, je jen pověst, potvrdily to toxikologické výzkumy prováděné OSHA, NTP, a IARC.
U SLES a SLS, a potažmo výrobků s jejich obsahem, bylo zjištěno, že obsahují 1,4-dioxan v množstvích od ppt do ppm, a bylo doporučeno tyto úrovně sledovat.
EPA považuje 1,4-dioxan za pravděpodobný karcinogen, s tím, že denní konzumace jednoho gramu 1,4-dioxanu po celý život by zvýšila riziko nádoru okolo 1/3 000. Takový příjem by odpovídal požívání litrů „kontaminovaného“ SLES denně, což by mělo následky na zdraví už od SLES jako takového, který se ovšem nepoužívá pro výrobky určené k požívání. FDA doporučuje výrobcům 1,4-dioxan odstraňovat, byť to federální zákon nenařizuje.